# Pilă de combustie cu etanol
Pila de combustie cu etanol este o pilă de combustie care funcționează prin oxidarea anodică a etanolului.

## Avantaje
Etanolul este un combustibil produs relativ ușor la scară industrială prin procedee fermentative din biomasă cerealieră, inclusiv deșeuri păioase rămase de la prelucrarea biomasei cerealiere de uz alimentar. Folosirea etanolului ar permite depășirea aspectelor dificile asociate stocării și infrastructurii de distribuție a hidrogenului pentru pilele de combustie.

## Reacții la electrozi
Funcționarea pilei este bazată pe oxidarea combustibilului etanol la anod pe un strat catalitic. La anod este un consum de apă iar la catod este produsă apă. Protonii (H+) sunt transportați prin membrana de schimb protonic la catod unde reacționează cu oxigenul producând apă. Electronii circulă de la anod la catod printr-un circuit electric extern care alimentează aparate care necesită energie electrică pentru funcționare.
Semireacțiile de la electrozi sunt următoarele:
|                 | Ecuație chimică                                                                            |
| --------------- | ------------------------------------------------------------------------------------------ |
| Anod            | {\displaystyle \mathrm {C_{2}H_{5}OH+3\ H_{2}O\to 12\ H^{+}+12\ e^{-}+2\ CO_{2}} } oxidare |
| Catod           | {\displaystyle \mathrm {3\ O_{2}+12\ H^{+}+12\ e^{-}\to 6\ H_{2}O} } reducere              |
| Reacția globală | {\displaystyle \mathrm {C_{2}H_{5}OH+3\ O_{2}\to 3\ H_{2}O+2\ CO_{2}} } reacție redox      |

O variantă de reacții de electrod constă în oxidarea etanolului doar până la acid acetic.
|                 | Ecuație chimică                                                                                    |
| --------------- | -------------------------------------------------------------------------------------------------- |
| Anod            | {\displaystyle \mathrm {H_{3}C\!-\!CH_{2}OH+H_{2}O\to 4\ H^{+}+4\ e^{-}+H_{3}C\!-\!COOH} } oxidare |
| Catod           | {\displaystyle \mathrm {O_{2}+4\ H^{+}+4\ e^{-}\to 2\ H_{2}O} } reducere                           |
| Reacția globală | {\displaystyle \mathrm {H_{3}C\!-\!CH_{2}OH+O_{2}\to H_{2}O+H_{3}C\!-\!COOH} } reacție redox       |

## Aspecte dificile
Catalizatorii bazați pe platină sunt costisitori, astfel folosirea practică a etanolului în pile de combustie necesită noi catalizatori. Au fost dezvoltați electrocatalizatori nanostructurați bazați pe metale obișnuite, aliaje de Fe, Ni, Co pentru anod și aceleași metale singure la catod.

## Realizări recente
În 13 mai 2007 era prezentat la Shell Ecomarathon din Franța primul vehicul la nivel mondial propulsat de un ansamblu de pile de combustie alimentate direct cu etanol furnizând 20 - 45 V (depinzând de solicitare).
Diverse prototipuri de încărcătoare de telefoane mobile alimentate de la PC directe cu etanol au fost construite cu tensiuni de 2V până la 7V și puteri de la 800 mW până la 2W